# 埃特訥
埃特訥（挪威語：Etne）是挪威的一個市镇，位於韦斯特兰郡，行政中心为埃特訥村。市镇面积为735平方公里，人口数量为4,062人（2020年），人口密度为每平方公里5.9人。